# 김종상
김종상은 대한민국의 아동문학가이자 교육인이다.
1935년 12월 5일 경북 안동에서 태어났다. 1960년 동시 ＜산 위에서 보면＞으로 ≪서울신문≫ 신춘문예에 당선했다. 1962년 동시 ＜바위 눈＞으로 ≪소년한국≫ 신인상을 받았다. 지은 책으로 동시집 ≪흙손 엄마≫, ≪어머니 그 이름은≫, ≪우리 땅 우리 하늘≫, ≪하늘 첫 동네≫, 글짓기 사례기 ≪글밭에서 거둔 이삭≫, 동화집 ≪아기사슴≫, ≪생각하는 느티나무≫ 등이 있다. 한정동아동문학상, 세종아동문학상, 대한민국문학상 본상, 어린이문화대상, 방정환문학상, 불교아동문학상, 이주홍아동문학상, 소월문학상 본상 등을 받았다. 한국글짓기지도회 회장, 한국아동문학가협회 회장, 국제펜 한국본부 부이사장, 한국불교아동문학회 회장 등을 역임했다.